# بني بونصار (بني بونصر)
بني بونصار هي إحدى مشيخات المملكة المغربية، تتبع جغرافيا لإقليم الحسيمة وإداريًا لبني بونصر. يقدر عدد سكانها بـ 8112 نسمة حسب الإحصاء الرسمي للسكان والسكنى لسنة 2004.